# Lournand
Lournand é uma comuna francesa na região administrativa de Borgonha-Franco-Condado, no departamento Saône-et-Loire. Estende-se por uma área de 11,15 km². Em 2010 a comuna tinha 337 habitantes (densidade: 30,2 hab./km²).